# Consuelo Hidalgo
Consuelo Hidalgo   (valor desconegut - 18 d'octubre de 1946) va ser una actriu i cantant espanyola.
Va debutar treballant al Teatre Reina Victoria, també treballà com a cantant d'operetta, cuplet, género chico i sarsuela. Va morir el 18 d'octubre de 1946 a 47 anys després d'un terrible accident de trànsit.